# Pailton
Pailton est un village et une paroisse civile du Warwickshire, en Angleterre. Administrativement, il dépend du borough de Rugby.

## Démographie
Sa population en 2001 était de 482 habitants, augmentant lors du recensement de 2011 à 516, puis réduisant à nouveau à 483 lors du recensement de 2021.

## Toponymie
Le village était à l'origine connu sous le nom de Pailington.

## Localisation
Pailton est situé à environ cinq milles au nord-ouest de Rugby et à environ cinq milles au sud-ouest de Lutterworth. Il se trouve au carrefour de trois routes, une vers Rugby au sud, une vers Lutterworth à l'est, et Nuneaton et Coventry vers l'ouest.

## Centres d'intérêts
L'ancien pub White Lion, qui a cessé ses activités au début de 2014, est l'un des plus grands bâtiments du village. Pendant une grande partie du XXe siècle, il y avait trois pubs dans le village (The White Lion, The Plough, deux anciens relais de poste, et Le Renard). En mai 2024, il a été annoncé que le White Lion avait reçu une subvention de plus de 2 millions de livres sterling pour restaurer la propriété en tant que pub, hôtel et centre communautaire avec des commerces financés par le National Lottery Heritage Fund.
Au carrefour se trouve la place du village avec un monument aux morts récemment restauré. À environ un mile à l'est de Pailton se trouve une station de radio exploitée par les services nationaux de la contrôle aérien du Royaume-Uni et utilisée à des fins de mesure et d'étalonnage.
L'église du village de Saint-Denys est construite en brique rouge et date de 1884

## Galerie

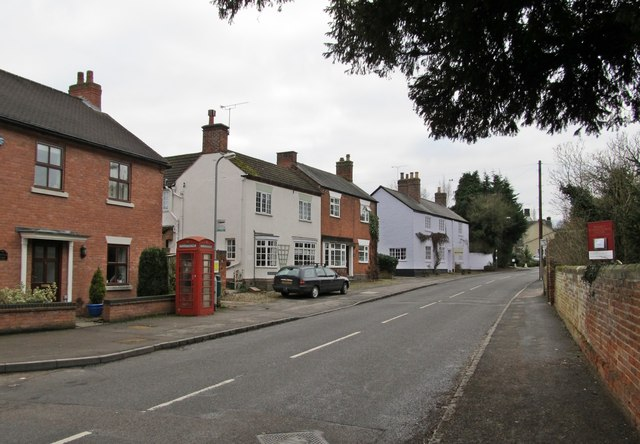
Route de Rugby.
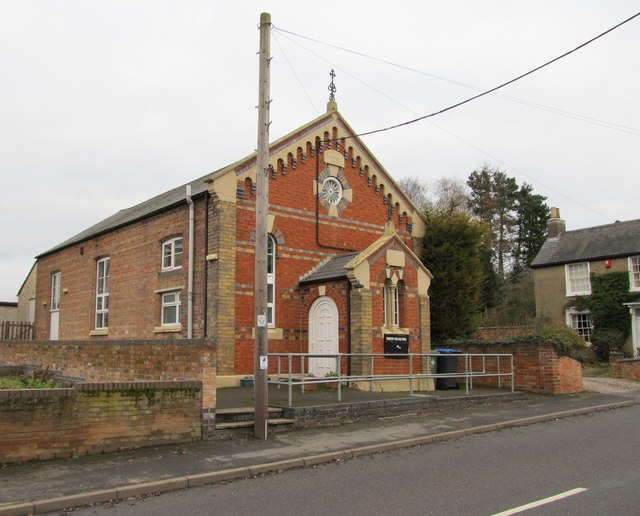
Pailton Village Hall.
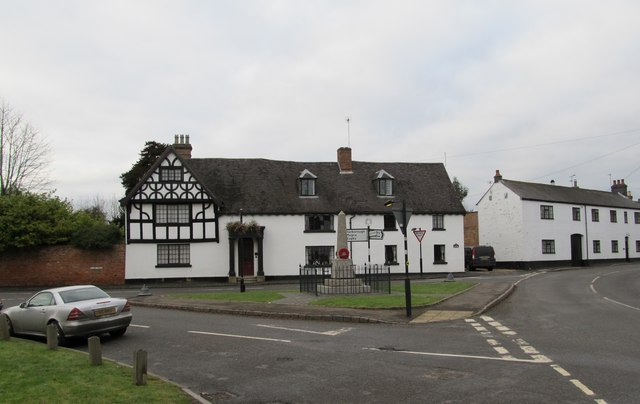
Monument aux morts.